# خودپردازی
خودپردازی (به انگلیسی: Egomania) یک دغدغه وسواسی فرد با خودش شناخته شده است و در مورد کسی که تکانه‌های فاقد کنترل خود را دنبال می‌کند به کار می‌رود. این دغدغه فرد را توسط هذیان‌های بزرگ شخصی و احساس فقدان درک به تصرف در می‌آورد. کسی که از این تمرکز خود-محوری شدید رنج می‌برد یک فرد مبتلا به خودپردازی یا اگومانیا است. در این اختلال شرایط روانی فرد غیر طبیعی می‌باشد.
اصطلاح ایگومانیا (خودپردازی) اغلب توسط افراد عادی به سبک تحقیرآمیز در مورد توصیف افرادی که به طرز تحمل ناپذیری خود محور هستند، استفاده می‌شود. وضعیت بالینی افراد مبتلا به ایگومانیا شبیه وضعیت اختلال شخصیت نارسیسم است.